# Katrin Habenschaden

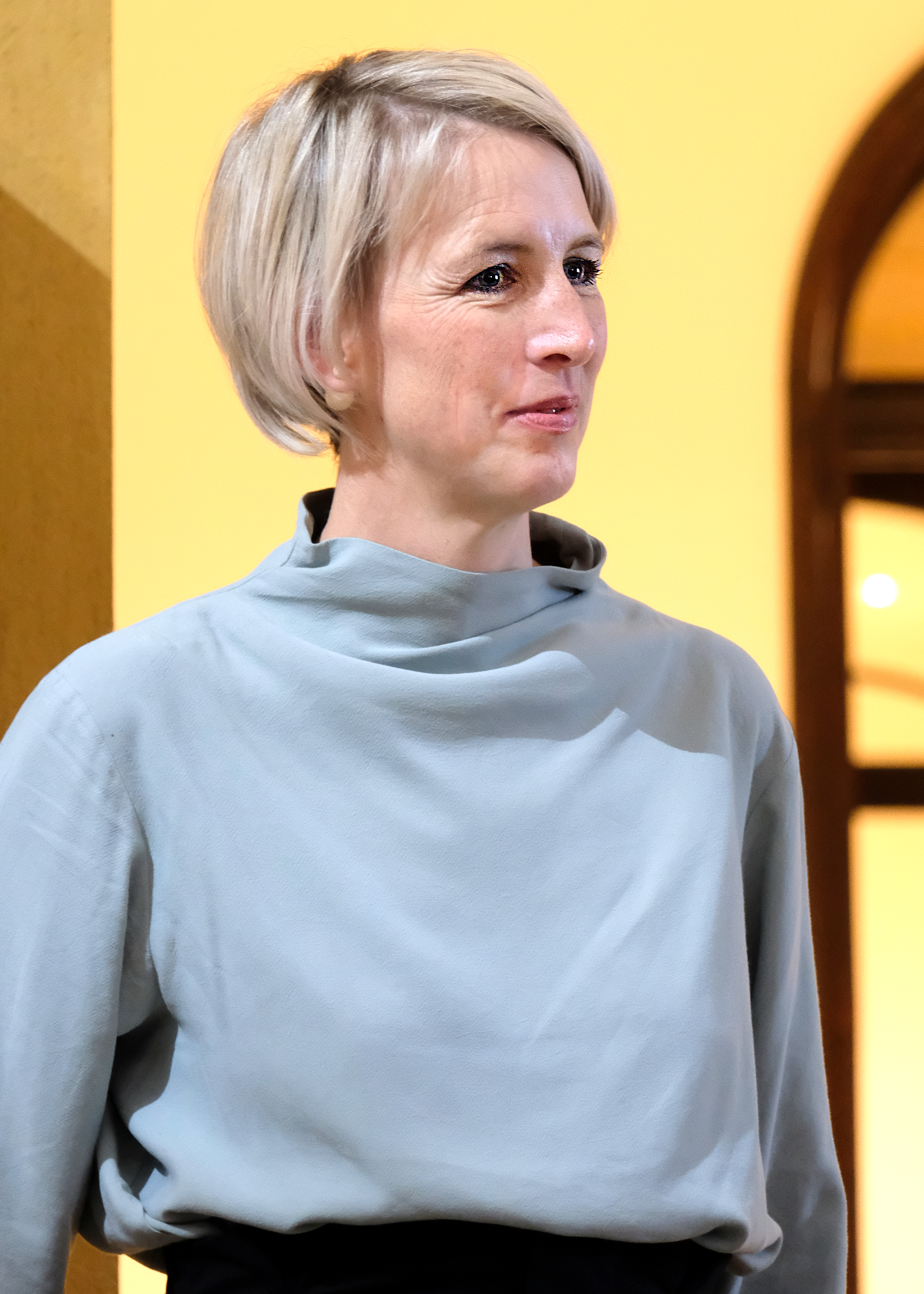
Katrin Habenschaden im Lenbachhaus (2022)

Katrin Habenschaden (* 20. August 1977 in Nürnberg) ist eine deutsche Managerin und ehemalige Kommunalpolitikerin (Bündnis 90/Die Grünen). Sie war von 2020 und bis 2023 Mitglied des Stadtrates und Zweite Bürgermeisterin von München und ist seit 2023 Leiterin Nachhaltigkeit und Umwelt der Deutsche Bahn AG.

## Leben
Habenschaden besuchte das Sigena-Gymnasium Nürnberg. Danach machte sie eine Berufsausbildung zur Bankkauffrau und studierte Betriebswirtschaft. 2002 zog sie nach München und wechselte von der Sparkasse Nürnberg zur Stadtsparkasse München. Im Jahr 2009 trat sie den Grünen bei und wurde im Mai 2014 in den Münchner Stadtrat gewählt. Seit Mai 2018 war sie die Vorsitzende der Stadtratsfraktion Die Grünen/Rosa Liste.
Bei der Oberbürgermeisterwahl in München 2020 war sie  grüne OB-Kandidatin sowie Spitzenkandidatin ihrer Partei für die Stadtratsliste. Für ihren Wahlkampf ließ sich Habenschaden von ihrem Arbeitgeber für ein Jahr beurlauben. Sie erhielt 20,8 % der Stimmen und verfehlte damit knapp die Stichwahl. Bündnis 90/Die Grünen wurde vor CSU und SPD erstmals stärkste Fraktion im Münchner Rathaus. Grüne und SPD einigten sich auf eine Koalition im Stadtrat. Am 4. Mai 2020 wurde Katrin Habenschaden zur Zweiten Bürgermeisterin der bayerischen Landeshauptstadt München gewählt. Dieses Amt hatte sie bis zu ihrem Rücktritt aus persönlichen Gründen am 25. Oktober 2023 inne. Ihr folgte Dominik Krause nach.
In ihrer Funktion als Zweite Bürgermeisterin war Habenschaden Vorsitzende der Ausschüsse für Bau, Arbeit und Wirtschaft, Kultur, Klima und Umwelt sowie Mobilität. Sie fungierte als Koordinatorin der Themenbereiche Arbeit und Wirtschaft, Gleichstellung zwischen Frauen und Männern, Bildung für nachhaltige Entwicklung sowie Europa und Internationales. Habenschaden fungierte daneben als 1. Stellvertreterin des Vorsitzenden der Arbeitsgemeinschaft fahrradfreundlicher Kommunen.
Zum 1. Dezember 2023 wurde sie Leiterin Nachhaltigkeit und Umwelt der Deutsche Bahn AG.
Habenschaden lebt im Münchner Stadtteil Aubing, ist verheiratet und hat zwei Kinder.